# Хюг Мінгареллі
Хюг Мінгареллі , також Хюґ Мінґареллі (фр. Hugues Mingarelli; *1954) — французький дипломат італійського походження.
Глава представництва ЄС в Україні (2016—2019).

## Життєпис
Хюг Мінгареллі почав свою кар'єру як фінансовий аналітик у Парижі (1979—1982), працював директором, відповідальним за проведення аудиту структурних фондів Європейського суду аудиторів (1982—1984), був головним адміністратором (по Нігерії) Європейського фонду розвитку (1985—1987).
З 1987 по 1990 рр. — працював у Генеральній дирекції з розвитку (DG DEV) Європейської комісії.
З 1990 по 1999 рр. — він працював у Генеральній дирекції із зовнішніх зв'язків (РЕЛЕКС) як керівник групи для Співдружності незалежних держав (СНД).
З 2000 по 2002 рр. — директор Європейського агентства з реконструкції (Управління допомоги ЄС в Косово, Сербії, Чорногорії та колишньої Югославської Республіки Македонія — КЮР Македонія).
З 2002 по 2007 рр. — директор по країнах Східної Європи, Кавказу та Центральної Азії.
У 2007 — директор по Близькому Сходу й Південному Середземномор'ю.
У 2007—2010 рр. — заступник Генерального директора з питань Східної Європи, Кавказу, Центральної Азії, Північної Африки, Близького Сходу для європейської політики сусідства.
З січня 2011 — перший керівний директор з питань Північної Африки, Близького Сходу, Аравійського півострова, Ірану і Іраку в Європейській службі зовнішніх дій (ЄСЗД).
Стояв біля витоків Угоди про асоціацію Україна-ЄС, саме Мінгареллі до кінця 2010 року був головним переговірником з боку ЄС щодо «нової посиленої угоди». Певний час не хотів, щоб у назві Угоди між Україною та ЄС було слово «асоціація».
8 вересня 2016 року вручив вірчі грамоти Президенту України Петру Порошенку.

## Нагороди
- Орден «За заслуги» ІІ ступеня (Україна, 22 серпня 2020) — за вагомий особистий внесок у зміцнення міжнародного авторитету України, розвиток міждержавного співробітництва, плідну громадську діяльність[8].